# Léon Walras
Marie Ésprit Léon Walras (født 16. december 1834 i Évreux, Frankrig, død 5. januar 1910 i Clarens, nær Montreux, Schweiz) var en fransk-schweizisk økonom, professor ved Lausanne universitet mellem 1870 og 1892 og en af hovedpersonerne i skabelsen af neoklassisk økonomi.
Walras var banebrydende for den matematiske analyse inden for økonomi. Han er især kendt for at gennem et system af simultane ligninger have udviklet en almen ligevægtsanalyse af prisdannelsen for markedet som helhed.

## Liv og gerning
Faderen var professor i Évreux og bedrev et gedigent, men ubemærket forsker- og forfatterarbejde som teoretisk økonom. I dette gik han ud fra knaphed ("rareté") som grundlæggende for værdi og pris. Walras, som efter grundige klassiske og matematiske studier gennem Antoine Augustin Cournot helt blev vundet for den økonomiske videnskab, udviklede begrebet "knaphed" med større klarhed og udviklede således som en af de første i begyndelsen af 1870'erne sammen med William Stanley Jevons og Carl Menger den såkaldte grænsenyttelære. Han havde da, i 1870, fået et professorat i økonomi i Lausanne og forblev i dette embede til 1892, da han blev efterfulgt af Vilfredo Pareto. Han blev boende udenfor byen, hvor han fortsatte et livligt virke med bidrag til faglige tidsskrifter og aviser til sin død, til sidst internationalt anerkendt som en af sin videnskabs betydningsfulde bidragydere.
Prislæren behandlede han i mange arbejder ved hjælp af matematisk metode. Produktionsomkostninger og pris betinger hinanden gensidigt, og hele det økonomiske system i form af privat ejendomsret og fri konkurrence kan betragtes som et generelt ligevægtssystem, som den økonomiske teori bør klarlægge vilkårene for, ligesom den kan undersøge virkningerne af tilfældige forstyrrelser af systemet. Denne teoretiske anskuelsesmåde har i den moderne teori langsomt vundet terræn på bekostning af en ældre opfattelse, som mere ensidigt udelukkende søgte årsagerne til prisændringer i ændrede produktionsomkostninger. Walras' forfatterskab var således i vid udstrækning epokegørende og har tillige stærkt påvirket senere forskere, blandt andre svenskerne Cassel og Knut Wicksell.
Teorien om retfærdighed i beskatningen interesserede Walras i betydelig grad, ligesom også jordspørgsmålet, hvis løsning han så i jordens nationalisering, og kooperationen, realiseret mellemfolkeligt gennem frihandel og fred.

## Forfatterskab
Hans hovedværker er:
- Éléments d'économie politique pure (2 bind, 1874–1877),
- Études d'économie sociale (1896) og
- Études d'économie politique appliquée (1898).